# アガタ・ヴィトコフスカ
アガタ・ヴィトコフスカ（Agata Witkowska、女性、1989年8月19日 - ）は、ポーランドのバレーボール選手。ポジションはリベロ。ポーランド代表。

## 来歴
- クラブチーム

グダニスク出身。2007年、Gedania Gdańskへ入団しバレーボール選手としてのキャリアをスタートさせる。2009年にITA TOOLS Stal Mielecへ移籍し2シーズン活躍した。2012年にGrot Budowlani Łódźへ入団し2シーズン活躍した。2014年にアトム・トレフル・ソポトに移籍し2014/15シーズンはポーランドカップで優勝し、自身もベストリベロ賞を受賞した。CEVカップでは準優勝した。2016/17シーズンにはイタリアセリエAのUYBA Volleyでプレーした。2019/20シーズンからはE.Leclerc Moya Radomka Radomでプレーしている。
- 代表チーム

2014年、ポーランド代表に初選出される。同年6-7月のヨーロッパリーグでデビューし銅メダル獲得した。2015年、欧州選手権に出場した。2017年のワールドグランプリグループ2で優勝し、自身もベストレシーバー部門/ベストディガー部門で1位となる活躍をみせた。2018年、ネーションズリーグに出場した。

## 球歴
- 欧州選手権 - 2015年、2017年
- ワールドグランプリ - 2015年、2016年、2017年
- ネーションズリーグ - 2018年

## 所属クラブ
- Gedania Gdańsk（2007-2009年）
- ITA TOOLS Stal Mielec（2009-2011年）
- AZS Białystok（2011-2012年）
- Grot Budowlani Łódź（2012-2014年）
- アトム・トレフル・ソポト（2014-2016年）
- UYBA Volley（2016-2017年）
- Grot Budowlani Łódź（2017-2018年）
- E.Leclerc Moya Radomka Radom（2019-）